# Jerônimo de Camargo
Jerônimo de Camargo natural de São Paulo, 5º filho do sevilhano José Ortiz de Camargo, conhecido como Jusepe de Camargo, e da paulista Leonor Domingues, irmão do bandeirante Fernando de Camargo, o Tigre e do Capitão Marcelino de Camargo. Silva Leme, em sua «Genealogia Paulistana», Vol. I, pág. 179, conta sua descendência e diz, curiosamente, que tencionava se ordenar em Angola em 1640 e no mesmo vol. I, § 1.º pag. 322 como o fundador de S. João de Atibaia.
Bandeirante, teve parte ativa na vida política de São Paulo e nas lutas contra os jesuítas, o vigário Albernaz e a família inimiga dos Pires, ficando célebre e dando o que fazer ao Ouvidor encarregado da devassa, João Velho de Azevedo. Sertanista, foi dos que devassou o sertão de Atibaia, uma das vias para as minas dos Cataguazes, ali agindo desde 1663, quando fundou sua fazenda nas paragens; em 1665 o padre Mateus Nunes de Siqueira aldeou no entorno índios guarulhos, convertidos, formando a origem do povoado de Atibaia, paróquia em 1701. A 3 de julho de 1665 este padre Mateus Nunes de Siqueira, vigário da vara de São Paulo, tendo-se internado no sertão em catequese, retornou a São Paulo com grande número de guarulhos que colocou na paragem de Atibaia. A câmara resolveu que ficassem aí aldeados, datando desta data os fundamentos da povoação.
Jerônimo já havia passado a fundar outra grande fazenda no sertão de Jundiaí, até 1685, ano de sua última bandeira, já idoso, com Antônio Bueno e Salvador de Oliveira e o carmelita frei João de Cristo como capelão, que teria a metade das 100 primeiras peças ou índios capturados.
Desde 1663 explorava o sertão de Atibaia da qual é considerado fundador. A esse tempo do povoamento de Atibaia e de Campo Largo (Jarinu), a Capitania de São Paulo era governada por D. Luís Antônio Botelho de Sousa Mourão, Morgado de Mateus. Enquanto nasciam as povoações de Atibaia e de Campo Largo (Jarinu), iam despontando aqui vilarejos como Jundiaí, Mogi-Mirim, Limeira, Piracicaba.
Este sertanista Jerônimo de Camargo andava pela mesma região, explorando tais sertões, pois entre as vias para o sertão dos cataguazes, infestado de índios ferozes, contava-se aquela terra,  passando por paragem denominada Atibaia, ou Cajuçara, à margem de um rio caudaloso. Desses índios do padre Mateus, amigo de sua família, Camargo deve ter-se apoderado para dar origem à sua grande fazenda, «quando dominava um muito avultado corpo de gentio reduzido já ao grêmio católico, que passavam de 500 arcos», segundo Pedro Taques.
Em 24 de junho de 1665, fundou a cidade de Atibaia.
Camargo fez construir a Capela de São João Batista e conservou-se em Atibaia muitos anos, retirando-se mais tarde para os sertões de Jundiaí, fundando Fazendas, e ali morrendo no inicio do século XVIII.

## Casamento e posteridade
Era casado com Ana de Cerqueira, filha primogênita de Francisco Bueno e de Filipa Vaz, neta paterna de Bartolomeu Bueno de Ribeira, o sevilhano, e de Maria Pires, neta materna de Francisco João Branco e de Ana de Cerqueira. Assim, era Ana de Cerqueira irmã de Bartolomeu Bueno da Silva, o Anhangüera, e sobrinha de Amador Bueno da Ribeira.
Tiveram apenas filhas:
- 1- Maria Pires de Camargo,
- 2 - Ana Maria de Camargo,
- 3 - Leonor Domingues de Camargo,
- 4 - Filipa Vaz e
- 5 - Isabel de Ribeira.